# EGM²
Az EGM² egy amerikai székhelyű videójáték magazin volt amit a Sendai Publishing adott ki 1994 júliusától 1998 júliusáig. Az EGM²-nek összesen negyvenkilenc lapszáma jelent meg. A magazin a népszerű Electronic Gaming Monthly újság spin-offja volt. Azonban ellentétben az EGM az EGM²-ben nem voltak tesztek és nagyobb hangsúlyt fektetett az import játékokra. A magazin nevében található felső index ellenére az újságot „EGM Two”-nak (EGM kettő) és nem „EGM Squared”-nek (EGM a négyzeten) kell kimondani.

## Története
Az EGM² első lapszáma 1994 júliusában jelent meg. A magazinból összesen negyvenkilenc lapszámot adtak ki mindvégig az eredeti néven, az utolsót 1998 júliusában.
1998 augusztusától az  EGM² Expert Gamer (gyakran XG-nek rövidítve) jelent meg. Az eltérő név ellenére az XG folytatta az EGM² számozását. Az XG-ből harminckilenc lapszám jelent meg, az utolsó 2001 októberében.
Az újság munkatársai: Howard Grossman, Nelson Taruc, Andrew Baran, Terry Minnich, Mike Vallas, Jason Streetz, Dave Ruchalla, Scott Augustyn, Ken Badziak, Mark Haine, Aporva Desai, John Gurka, Dave Malec, Carey Weise, Jason Morgan, Ben Durbin, Ken Williams, Todd Zuniga, Greg Sewart, Phil Theobald, John Ricciardi, Jim Mazurek, Dan Leahy, Kenneth Miller és több szabadúszó, főként a magazin későbbi éveiben.